# Microsoft Bob
O Microsoft Bob foi um produto da Microsoft lançado com uma interface gráfica não técnica que foi descontinuado, foi considerado pela crítica como o seu maior fracasso, a seguir ao Windows ME (considerado como um dos piores sistemas operativos da história, devido aos inúmeros bugs que continha).
Este programa surgiu em 30 de janeiro de 1995 para substituir o ambiente de trabalho do Windows 3.1 e Windows 95, com o objectivo de criar uma interface mais apelativa para os utilizadores pouco experientes. Tinha a originalidade de ser desenhado usando imagens vectoriais. Todos os objectos eram representados e podiam ser alterados no seu tamanho. Em vez do ícone "My Computer" (Meu computador) o utilizador encontrava o "Public Family Manager", onde estavam presentes livros, para clicar, calendários e links para programas embutidos, como o "Household Planner" e um sistema gráfico de e-mails.
Contudo apesar do seu aspecto intuitivo, este sistema falhou e são apontadas pelos críticos várias razões:
- O Bob exigia um processador mínimo 486 com 8 MB de RAM, 30 MB de espaço em disco e uma placa gráfica com 256 cores VGA. Na época a maioria dos computadores não atendia a estes requisitos.
- Não era suficientemente útil que justificasse o preço inicial de 100 dólares.
- Já se ouvia falar do Windows 95 que iria surgir e que tinha o Windows Explorer e outras inovações.
- A maioria das pessoas  naquele tempo que queriam facilidade de utilização começariam em um Macintosh.

Por estas e outras razões, o Microsoft Bob caiu na obscuridade e rapidamente foi substituído pelo Windows 95